# Valeska Grisebach
Valeska Grisebach (Bremen, 4 de gener de 1968) és una directora de cinema alemanya.

## Filmografia
- Be My Star (2001)
- Longing (2006)
- Western (2017)